# Ołeksandr Czernenko (ur. 1948)
Ołeksandr Pawłowycz Czernenko, ukr. Олександр Павлович Черненко, ros. Александр Павлович Черненко, Aleksandr Pawłowicz Czernienko (ur. 27 kwietnia 1948) – ukraiński piłkarz, grający na pozycji pomocnika, trener piłkarski.

## Kariera piłkarska
W 1968 rozpoczął karierę piłkarską w klubie Łokomotyw Chersoń, który potem zmienił nazwę na Krystał Chersoń. Pełnił funkcje kapitana chersońskiego klubu. W 1977 zakończył karierę piłkarza.

## Kariera trenerska
Po zakończeniu kariery piłkarskiej rozpoczął pracę szkoleniowca. W 1978 dołączył do sztabu szkoleniowego Krystału Chersoń, gdzie do 1982 pomagał trenować piłkarzy klubu. W lipcu 1986 został mianowany na stanowisko głównego trenera Krystału, którym kierował do końca 1987 roku.